# Arenzana de Arriba
Arenzana de Arriba ist ein Ort und eine nordspanische Gemeinde (municipio) mit 35 Einwohnern (Stand: 2024) im Zentrum der Autonomen Gemeinschaft La Rioja. Die Gemeinde gehört zum Weinbaugebiet der Rioja Alta.

## Lage und Klima
Arenzano de Arriba liegt etwa 20 Kilometer westsüdwestlich von Logroño in ca. 595 m Höhe. Regen (ca. 733 mm/Jahr) fällt – mit Ausnahme der Sommermonate – übers Jahr verteilt.

## Bevölkerungsentwicklung
| Jahr      | 1970 | 1981 | 1991 | 2001 | 2011 | 2021 |
| Einwohner | 88   | 52   | 47   | 35   | 33   | 28   |

Als Folge der Reblauskrise, der Mechanisierung der Landwirtschaft, der Aufgabe bäuerlicher Kleinbetriebe und des daraus resultierenden geringeren Arbeitskräftebedarfs ist die Einwohnerzahl des Orts seit der Mitte des 20. Jahrhunderts stetig gesunken.

## Sehenswürdigkeiten
- Kirche Mariä Himmelfahrt (Iglesia de Nuestra Señora de la Asunción)

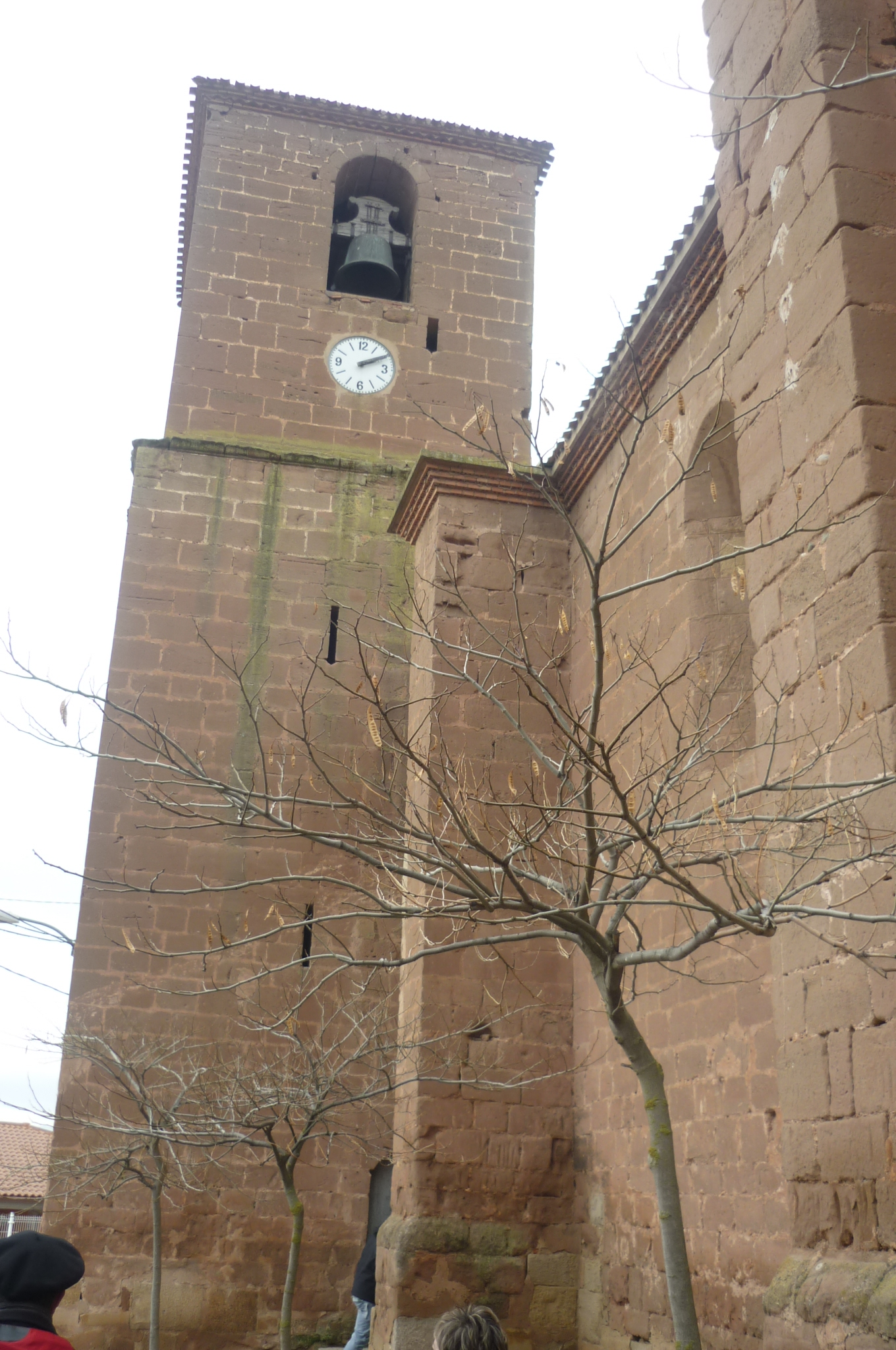
Kirche Mariä Himmelfahrt